# Rio de Janeiro (1866)

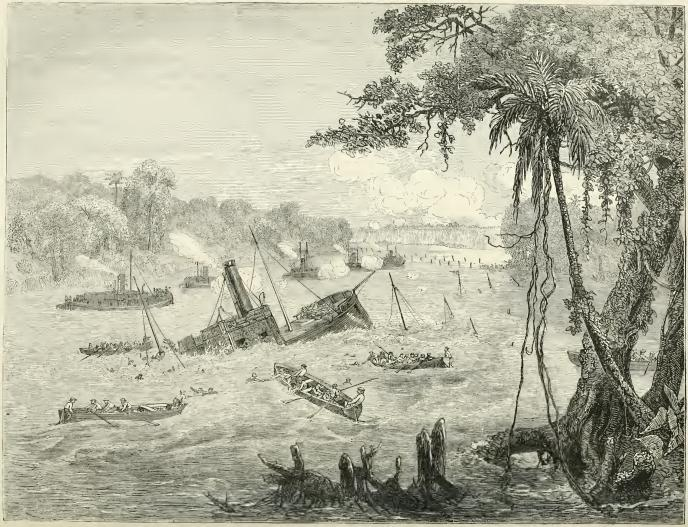
Зображення загибелі «Ріо-де-Жанейро»

Rio de Janeiro — броньований канонерський човен, побудований для ВМС Бразилії під час Війни Потрійного Альянсу в середині 1860-х років (порт. Canhoneira Couraçada Nr. 3). Номер човна показує, що це був третій корабель, побудований за загальною схемою казематного панцерника, після Barroso та Tamandaré.

## Служба

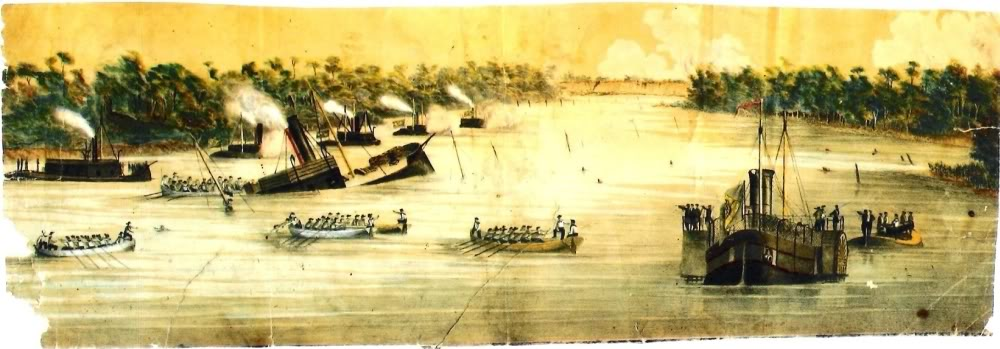
Броненосець «Ріо-де-Жанейро» тоне після вибуху «торпеди» (міни) перед фортом Курузу (картина Адольфа Месфеселя (Adolf Methfessel).

«Ріо-де-Жанейро» був закладений в Арсеналі-де-Марінья-да-Корте у Ріо-де-Жанейро 31 травня 1865 року під час Парагвайської війни, в якій Аргентина та Бразилія стали союзниками проти Парагваю. Він був закладений 28 червня 1865 року, спущений на воду 18 лютого 1866 року, а завершений 1 березня 1866. Включений до складу флоту у квітні, корабель добрався до зони бойових дій 4 травня. У липні 1866 року корабель дістався до Коррієнтеса, разом з панерником Lima Barros. 1 вересня «Ріо-де-Жанейро» здійснив обстріл парагвайських укріплень у Курузу спільно з іншими бразильськими панцерниками. Під час бомбардування 68 фунтовий снаряд влучив у один з гарматних портів, вбивши чотирьох членів екіпажу та поранивши ще п'ятьох. Наступного дня, після того, як пошкодження броненосця були відремонтовані, корабель зазнав удару двох плавучих мін («торпед») в річці Парагвай, рухаючись до місця зустрічі з іншими бразильськими панцерниками, які обстрілювали Курупайту. «Ріо-де-Жанейро» одразу затонув, загинуло 53 членів екіпажу. Рештки корабля залишаються там, вкриті пісковими наносами.